# Bettlerspitze
De Bettlerspitze is een berg in Alpen van de Oostenrijkse deelstaat Vorarlberg. De berg wordt door alpinisten tot het Bregenzerwaldgebirge gerekend en is onderdeel van het skigebied Faschina-Fontanella. 